# Équipage de Chapeau de paille
L'équipage de Chapeau de paille (麦わらの一味, Mugiwara no ichimi) est un groupe de dix pirates issu du manga One Piece. Monkey D. Luffy, le capitaine, est le personnage principal du récit. Il est à la recherche du One Piece, le trésor laissé dans l'océan le plus dangereux du monde, la Route de tous les périls, par le célèbre pirate Gol D. Roger. L'équipage possédait jusque-là deux navires : le Vogue Merry (offert par Kaya) et le Thousand Sunny (mille soleils) (construit par Franky et Galley-La Company). Le Gouvernement mondial considère cet équipage comme très dangereux puisque leurs actions ont mis en danger l'équilibre des Trois Grands Pouvoirs : les Sept Grands Corsaires (jusqu'à la Rêverie), le Quartier Général de la Marine et les Quatre Empereurs. 

## Membres
Liste exhaustive des membres, par ordre d'entrée et leur rôle dans l'équipage :
- Monkey D. Luffy est le personnage principal du manga. Capitaine du Vogue Merry, puis du Thousand Sunny, il rêve de faire le tour du monde, de découvrir le One Piece et de devenir le Roi des Pirates. Il veut surtout tenir sa promesse à Shanks le Roux (un des 4 empereurs) qui, à la suite de cette déclaration, lui offrit son chapeau de paille jusqu'à ce que cette promesse devienne réalité (on peut noter que ce chapeau appartenait à Gol D. Roger avant d'appartenir à Shanks, puis d'être transmis à Luffy). Luffy est très attaché à ce chapeau et le considère comme son trésor le plus cher au monde, ce qui lui vaut d'être lui-même surnommé « Chapeau de Paille ». Son corps est élastique depuis qu'il a mangé le fruit du Gum Gum. Il est naïf de nature et ses passions sont l'aventure et la viande. Il ne se bat que lorsque la vie de ses amis ou son honneur sont en jeu.
- Roronoa Zoro est un ancien chasseur de primes. Combattant de l'équipage, il veut devenir le plus grand sabreur du monde à la suite de la promesse qu'il a faite à sa rivale et amie Kuina peu de temps avant qu'elle ne meure. Dans ce but, il cherche à affronter Mihawk, l'un des sept Grands corsaires, considéré comme le plus grand sabreur de tous les temps. Il utilise un style de combat à trois sabres ainsi que des techniques démoniaques. Déterminé et fort, il souffre d'un déplorable sens de l'orientation. Il se dispute souvent avec Sanji. C'est un grand dormeur, quand il dort, rien ne le réveille (même une grosse détonation)
- Nami est la navigatrice de l'équipage. Grande voleuse et excellente cartographe, elle aime beaucoup l'argent et a un grand talent pour la météorologie qu'elle exploite pour la navigation et pour l'utilisation de son arme, la bâton climatique que lui a fabriqué Usopp. Vénale, elle use et abuse de ses charmes et de ses connaissances afin d'obtenir ce qu'elle souhaite, et offre un contrepoids terre-à-terre au reste de l'équipage. Elle rêve de dessiner une carte complète du monde.
- Usopp, alias « Sniperking », est le canonnier et tireur d'élite du groupe. Il est également un inventeur et un artiste doué. Il souhaite devenir un valeureux guerrier qui n'a peur de rien, mais pour cela, il doit lutter contre sa lâcheté naturelle, qu'il cache derrière une incroyable aptitude pour mentir et raconter des histoires extraordinaires le mettant en valeur. Comme son père Yasopp, il est un redoutable tireur d'élite, bien qu'utilisant des armes ressemblant plus à des jouets qu'à des armes mortelles (lance-pierres). Fin bricoleur, il sera le charpentier du Vogue Merry jusqu'à l'arrivée de Franky. Après l'ellipse, Usopp devient plus courageux et utilise des plantes à divers effets comme projectiles.
- Sanji Vinsmoke est le cuisinier de l'équipage, poste auquel il excelle. Il rêve de trouver All Blue, la mer légendaire où se trouvent rassemblés tous les poissons de toutes les mers.  Outre ses dons de cuisinier, il est l'héritier des techniques de combat de Zeff au pied rouge, pratiquées uniquement avec les jambes, laissant ses mains intactes pour la cuisine. C'est un coureur auprès des femmes (malgré le fait qu'il ne remporte pas tant de succès) mais il ne lèverai jamais le "pied" sur une fille. A mi-chemin entre le gentleman et le pervers, il déteste également que l'on gâche la nourriture.
- Tony-Tony Chopper est le médecin de bord. C'est un renne au nez bleu ayant mangé le fruit de l'Humain, ce qui lui permet de parler et de marcher sur deux pattes. Il peut, dans la première partie du manga, prendre sept apparences différentes grâce à des pilules qu'il a mises au point : les Rumble Ball. Après l'ellipse, il a développé de nouvelles formes et n'a plus besoin de la Rumble Ball sauf pour se transformer en un monstre gigantesque et surpuissant qu'il peut contrôler pendant 3 minutes. Formé par le Dr Kureha après la mort de son père adoptif Hiluluk, il est devenu un médecin hors pair. Il rêve de mettre au point la panacée, un médicament capable de tout guérir. Peureux de nature, c'est un naïf qui croit tout ce que lui raconte Usopp.
- Nico Robin est une archéologue et historienne, ex-Vice-Commandante de Baroque Works et dernière survivante de l'île d'Ohara. Recherchée depuis l'âge de 8 ans, elle est assez mystérieuse et reste relativement discrète sur son passé. Disposant d'un sens de l'humour plutôt morbide, elle rêve de retrouver la véritable histoire inscrite sur le Rio Ponéglyphe. Elle est soumise au pouvoir du fruit de l'éclosion, qui lui permet notamment de faire « fleurir » des parties de son corps comme des bras, des jambes, des yeux ou des oreilles (qu'elle peut contrôler) sur toutes surfaces comme le bois, la pierre, le métal et même sur d'autres êtres vivants. Après l'ellipse, elle peut faire pousser des membres qui peuvent être géants et peut aussi créer des doubles complets d'elle-même.
- Franky (de son vrai nom Cutty Flam) est le charpentier et ingénieur de l'équipage et excelle dans la construction de bateaux. Tout comme Icebarg, il est un disciple de Tom qui construisit le navire de Gol D. Roger, l'Oro Jackson. Il a la particularité d'être devenu un cyborg à la suite d'un très grave accident. A la tête d'un gang de désosseur de bateaux, la Franky Family, il porte des lunettes de soleil, une chemise hawaïenne et un slip de bain. Il est le créateur du Thousand Sunny, le bateau successeur du Vogue Merry. Son rêve est de construire le meilleur bateau du monde. Il rejoint donc l'équipage de Luffy pour s'occuper du Thousand Sunny, le voir traverser toutes les mers du monde comme l'avait fait auparavant lOro Jackson, le navire que Tom avait construit, et pour voir ainsi de ses propres yeux son rêve se réaliser. Si au départ il ne voulait pas abandonner ses "frères", il a du embarquer avec Luffy car sa tête est mise à prix par la Marine. Sous ses airs de caïd au sang chaud se cache un cœur d'or et un côté hyper émotif.
- Brook est le musicien du groupe, ancien membre et second Capitaine de l'équipage du Rumbar. Il rejoint l'équipage de Luffy après que celui-ci lui a rendu son ombre. Il a mangé le fruit de la résurrection et a l'apparence d'un squelette à la coiffure Afro. Il se bat avec une épée cachée dans sa canne mauve, usant de techniques ayant un rapport avec le domaine de la musique ou de la danse. Il rêve de revoir Laboon, la baleine géante de Reverse Mountain, pour lui chanter sa chanson préférée que Brook et ses compagnons ont enregistrée pour lui, intitulée « Binks no sake » (En français, Le Bon Rhum de Binks). Le personnage est volontiers humoristique, soit dans sa manière de jouer sur le fait qu'il est déjà mort, soit dans sa tendance à demander, de façon très polie, à toutes les jolies filles qu'il croise s'il peut voir leurs dessous[2]. Après l'ellipse, il est devenu mondialement connu sous le nom de « Soul King » et a développé le véritable potentiel de son fruit de démon (il est capable d'invoquer un souffle glacial venu du pays des morts, il a aussi la possibilité de séparer son âme de son corps, de remembrer ses os et peut entrer en "interaction" avec les âmes des autres beaucoup plus facilement que les humains ordinaires).
- Jinbe est le timonier de l'équipage et l'ancien Capitaine des pirates du Soleil. C'est un Homme-Poisson requin-baleine qui a une très grande maîtrise du Karaté Amphibien. Il a rencontré Luffy à Impel Down et il s'est évadé avec ce dernier. Il l'a ensuite aidé à s'échapper de Marine Ford  alors que le chapeau de paille été poursuivi par Sakazuki, risquant ainsi sa propre vie pour sauver son nouvel ami (ils se feront d'ailleurs tous les deux gravement blesser pendant leur fuite). Luffy l'aida, deux ans plus tard, à déjouer le coup d'état d'Hody Jones et il promet de rejoindre son équipage après son futur départ de l'équipage de Big Mom. Sur l'île Tougato, il se rebella contre l'impératrice en libérant Luffy et Nami et en participant au complot de Capone Bege à la partie de thé. Il rejoint officiellement l'équipage de Chapeau de paille après la fuite de Totto Land.

### Anciens membres
- Nefertari Vivi est la princesse d'Alabasta. Elle était une ancienne compagnon de l'équipage de Luffy durant toute l'escorte de son royaume. Elle hésitait à partir avec Luffy et les autres, mais elle décida de rester dans son pays, se soumettant à ses devoirs de princesse et d'héritière du trône.
- Kaloo est le canard de compagnie de Vivi, qui avec elle a temporairement voyagé avec l'équipage.

## Bateau
- Thousand Sunny est le deuxième bateau de l'équipage. Il est construit à partir du bois d'Adam. C'est Franky et la Galley-la-Company qui l'ont construit à Water Seven.

### Ancien bateau
- Vogue Merry était le premier bateau de l'équipage. Il a été donné par Kaya et Merry après la défaite de Kuro. Après plusieurs aventures, il ne sera malheureusement plus en état de naviguer. Il sera brûlé par l'équipage après avoir récupéré ses amis à Enies Lobby.

## Lieux visités
Après sa rencontre avec Kobby, Luffy débarque à « Shell Town ». Il y libère Zoro, condamné à mort pour avoir tué le loup d'Hermep, le fils du colonel Morgan qui règne en tyran sur la ville. En réalité, si Zoro a tué ce loup, c'est parce qu'il a attaqué une petite fille.
Ils vont ensuite à « Orange » (rencontre avec Nami), à « Sirop » (Usopp/Pipo). Puis, ils se rendent à « Arlong Park » après avoir recruté Sanji. Sur « Grand Line » (1re partie : le Paradis), ils commencent leur périple sur « Whispey Peak ». Puis, ils font escale sur « Little Garden » et sur « Drum » (arrivée de Chopper) pour finalement aller à « Alabasta ». Après la chute de « Baroque Works », ils recrutent Nico Robin et continuent leur chemin. En route, après un accident, le Log Pose est attiré par une île céleste.
Pour savoir comment y aller, l'équipage s'arrête sur l'île de « Jaya ». Une fois là bas, ils se rendent compte que « Skypiea » (l'île céleste) est attachée à un bout de Jaya (qui a fini dans les airs, il y a longtemps). De retour sur la mer bleue, ils vont sur « Long Ring Long Land ».
Ensuite, leur destination est « Water Seven ». Là-bas, Robin se fait capturer et Usopp quitte l'équipage, temporairement. Luffy et le reste de ses compagnons partent pour « Enies Lobby », une des trois îles du Gouvernement Mondial, pour récupérer Robin. Ils retournent à « Water seven » pour avoir un nouveau bateau fabriqué par Franky, futur charpentier de l'équipage. Usopp revient dans l'équipage.
Ils doivent désormais se rendre sur la célèbre île des Hommes-Poissons. En route, ils passent par le Triangle de Florian et sont bloqués à « Thriller Bark » (navire/île venant de « West Blue »). Après avoir battu le Capitaine Corsaire du coin et accueilli Brook, ils se rendent au « repaire de Duval » pour libérer un ami. Puis, s'ensuit l'arrêt sur « l'archipel des Sabaody ». Hélas, l'équipage est séparé par un autre Capitaine Corsaire. Luffy tombe sur « Amazon Lily » et il y apprend que son frère va être exécuté au Quartier Général de la Marine. Luffy compte déjà se rendre à « Impel Down » : prison où se trouve Ace. Luffy ne parvient pas à aller jusqu'à lui à temps : son transfert a été effectué… Le Chapeau de Paille s'échappe de la prison avec de puissants alliés pour se rendre à « Marine Ford », lieu de la mise à mort. Après la guerre et la terrible défaite de Barbe Blanche et de Luffy, celui-ci est ramené d'urgence à « Amazon Lily » pour y être soigné. Après avoir reconnu la mort de son frère, il est pris en main par Rayleigh sur une île au climat extrêmement dangereux.
L'équipage se retrouve deux ans plus tard aux Sabaody. Ils parviennent enfin sur « Gyogin Island » (Gyogin : Hommes-Poissons en japonais). Après, Nami reçoit un nouveau Log Pose, celui-ci a trois boussoles : donc trois fois plus de choix de chemins. Luffy demande à Jimbei de rejoindre son Équipage . Quand l'équipage se dirige vers la surface, ils croisent un banc de baleines qui les emmènent un peu plus loin que prévu. Normalement, Luffy avait le choix entre ces îles : « Raijin Island », « Risky Red Island », « Mystoria Island ».
Mais le « Thousand Sunny » a émergé près d'une île non signalée par le Log Pose.
L'équipage débarque sur Punk Hazard, une île à la fois brulante et glacée. Là bas, ils sauvent Kinémon qui se trouve être un samourai du pays des Wa et Momonosuke. Ils enlèvent  César Clown, un dangereux scientifique qui travaille pour Doflamingo. L'équipage se rend à Dressrosa, le royaume de Doflamingo où ce dernier organise un tournoi au colisée dont la récompense est le fruit du démon mera mera no mi. Après avoir battu Doflamingo, l'equipage et les samourais vont à Zo , une ile mystérieuse se trouvant sur un éléphant. Devenant ami avec les minks, des animaux qui parlent et habitants de Zo, les chefs des minks montrent à Luffy et ces amis un road ponéglyphe qui va les aider pour le futur. Leur ami Sanji, cuisinier de l'équipage , été parti pour des raisons familials à Tottoland, endroit qui appartenait à Big Mom, une des 4 empereurs. Luffy, impatient, alla chercher Sanji avec Nami, Brook, Chopper , Perdro (minks) et Carrot (minks).

## Relation entre pirates ou autres
Pendant leur voyage, l'équipage a connu des pirates ou autres personnalités (comme : M.Icebarg, les grands corsaires, les amiraux de la Marine, des géants…)

## Armada de Chapeau de paille
L'armada de Chapeau de paille se constitue à la fin de l'arc de Dressrosa. Sept capitaines s'engagent à s'unir sous les ordres de l'équipage de Chapeau de paille, ayant combattu à ses côtés :
- Cavendish au cheval blanc, ancien prince déchu pour cause de trop grande popularité, capitaine de l'équipage des jolis pirates. Prime : 330 millions de berrys ;
- Bartolomeo le cannibale, immense fan de Luffy et son équipage qu'il érige au rang de dieu. Son équipage dont il est le capitaine possède la même mentalité : le Barto Club. Prime : 200 millions de berrys ;
- Sai, ou Don Sai, est le capitaine de l'armada des mille trésors. Petit-fils d'un ennemi juré de Monkey D. Garp,Don Chinjao, il se fiance à Baby 5 durant la bataille. Prime : inconnue ;
- Ideo, surnommé le canon destructeur, est le capitaine du (petit) équipage d'Ideo. Il est de la tribu des long-bras. Prime : inconnue ;
- Léo, puissant guerrier de la tribu Tontatta, il est désigné par ses semblables comme leur représentant. Il possède les pouvoirs du fruit du couturier (Nui Nui no mi). Prime : non existante ;
- Hajrudin, est un guerrier géant d'Erbaf et le capitaine du nouvel équipage des géants. C'est aussi un ancien membre de la Baggy's delivery, qu'il déserte pour fonder son équipage ;
- Orlumbus, surnommé le tyran, est l'amiral de la flotte Yonta Maria. Prime : 148 millions de berrys.

## Primes
Évolution des primes des personnages durant le manga :
| Membres de l'équipage | Avant l'entrée dans l'équipage | Après Arlong Park | Après Alabasta | Après Enies Lobby | Après Thriller Bark | Après Marine Ford | Après Dressrosa | Après l'île Tougato | Après le pays des Wa |
| --------------------- | ------------------------------ | ----------------- | -------------- | ----------------- | ------------------- | ----------------- | --------------- | ------------------- | -------------------- |
| Monkey D. Luffy       |                                | 30 000 000        | 100 000 000    | 300 000 000       |                     | 400 000 000       | 500 000 000     | 1 500 000 000       | 3 000 000 000        |
| Roronoa Zoro          |                                |                   | 60 000 000     | 120 000 000       |                     |                   | 320 000 000     |                     | 1 111 000 000        |
| Nami                  |                                |                   |                | 16 000 000        |                     |                   | 66 000 000      |                     | 366 000 000          |
| Usopp                 |                                |                   |                | 30 000 000        |                     |                   | 200 000 000     |                     | 500 000 000          |
| Sanji Vinsmoke        |                                |                   |                | 77 000 000        |                     |                   | 177 000 000     | 330 000 000         | 1 032 000 000        |
| Tony-Tony Chopper     |                                |                   |                | 50                |                     |                   | 100             |                     | 1 000                |
| Nico Robin            | 79 000 000                     |                   |                | 80 000 000        |                     |                   | 130 000 000     |                     | 930 000 000          |
| Franky                |                                |                   |                | 44 000 000        |                     |                   | 94 000 000      |                     | 394 000 000          |
| Brook                 | 33 000 000                     |                   |                |                   |                     |                   | 83 000 000      |                     | 383 000 000          |
| Jinbe                 | 438 000 000                    |                   |                |                   |                     |                   |                 |                     | 1 100 000 000        |
| Total                 |                                | 30 000 000        | 239 000 000    | 667 000 050       | 700 000 050         | 800 000 050       | 1 570 000 100   | 3 161 000 100       | 8 816 001 000        |